# Radiochimica Acta
Radiochimica Acta – International journal for chemical aspects of nuclear science and technology ist eine Peer-Review Fachzeitschrift, die seit 1963 vom Oldenbourg-Verlag herausgegeben wird.
Die monatliche Veröffentlichung von Originalartikeln, Reviewartikel und Communications umfasst alle Sparten der Radiochemie sowie die Kernchemie.
Behandelte Themengebiete sind:
- Chemie der Kern- und Schwerionenreaktionen
- Chemische Effekte von Kernumwandlungen
- Radiolysechemie
- Chemie der Actinoide, Transactinoide und anderer radioaktiver Isotope
- Radioanalytische Chemie
- Radiopharmazeutische Chemie
- Wissenschaftliche und technologische Anwendung von Radioisotopen
- Ökologische Untersuchungen mit Hilfe von Radionukliden
- Chemie des Brennstoffkreislaufs
- Chemie der Radionuklide in Gesteinen und Mineralen

Artikel in der Radiochimica Acta wurden im Jahr 2008 2048 Mal zitiert, der durchschnittliche Impact Factor der letzten fünf Jahre lag 2008 bei 1,164. Der Impact Factor der Zeitschrift lag im Jahr 2014 bei 1,014. In der Statistik des Science Citation Index belegte sie Rang 32 von 44 Journals in der Kategorie anorganische & Kernchemie. In der Kategorie Kernwissenschaft und -technik wurde sie an 16. Stelle von 34 Zeitschriften geführt.